# 2MASS 0729-39
2MASS 0729-39 (= 2MASS J07290002-3954043) is een bruine dwerg met een spectraalklasse van T8. De ster in het sterrenbeeld Achtersteven bevindt zich 25,8 lichtjaar van de zon.